# Francisco Pereira (Handballspieler)
Francisco Pereira (* 2. Dezember 1999 in Lissabon) ist ein portugiesischer Handballspieler, welcher ebenfalls die britische Staatsbürgerschaft besitzt.

## Karriere

### Im Verein
Francisco Pereira spielte zunächst in Lissabon. Für sein Studium ging er nach Nottingham und spielte dort für den Nottingham HC. Hier wurde er mehrfach als „Spieler des Jahres“ ausgezeichnet. 2021 ging er nach Deutschland und spielte bis 2023 für die 2. Mannschaft der Füchse Berlin in der 3. Liga. Im Februar 2022 stand er kurzzeitig für ein Spiel in der 1. Bundesliga und ein Spiel in der EHF European League im Kader der 1. Mannschaft. Für Berlin erzielte er in der Saison 2022/23 85 Tore in 22 Spielen in der 3. Liga. 2023 wechselte er zum deutschen Zweitligisten EHV Aue. Nach einer Saison stieg er mit Aue in die 3. Liga ab.

### In Auswahlmannschaften
Im November 2021 gab er sein Debüt für die britische Nationalmannschaft bei der Qualifikation für die Weltmeisterschaft 2023.